# لاک‌پشت فراتی
لاک‌پشت فُراتی (نام علمی: Rafetus euphraticus) گونه‌ای لاک‌پشت نرم‌لاک از خانوادهٔ لاک‌پشت‌های نرم‌کاسه است.
این گونه به طور معمول کناره رودخانه و آبگیرهای آرام را برای زندگی برمی گزیند
زیستگاه این لاک‌پشت رودخانه‌های دجله و فرات و انشعابات آن‌ها در عراق، ایران، ترکیه و سوریه است و به جهت تخریب زیستگاه، آلودگی و معدوم شدن توسط ماهیگیران در خطر بالای انقراض قرار دارند.
این لاک‌پشت تنها گونهٔ لاک‌پشت‌های سه‌انگشتی در ایران است و با وجود خطر بالای انقراض و کاهش جمعیت در فهرست گونه‌های مورد حمایت قرار ندارد. پراکندگی این لاک‌پشت فقط به استان خوزستان شامل حوضه آبگیر دجله و فرات، هورالعظیم، تالاب شادگان، رودخانه‌های کارون، کرخه، دز و جراحی و انشعابات آن‌ها می‌شود.